# César Castillo
César Aurelio Castillo Bozo (Rengo, 3 de marzo de 1948 - 8 de septiembre de 2005) fue un profesor, payador y poeta chileno. Autor de varios libros, entre ellos: Poetas populares de la Sexta Región; De aquí no se libra nadie.

## Biografía
Sus padres fueron doña Clementina Bozo y don Carlos Castillo. Doña Clementina era una de las viudas de la Tragedia del humo, quien tenía tres hijas, Silvia, Marta y Elgia. De su segundo matrimonio nace César Aurelio Castillo Bozo.
Sus estudios básicos los efectuó en la escuela superior Bernardo O'Higgins de Rancagua. Siendo estudiante de esta escuela, un día, aburrido por tener que esperar por la llegada de sus compañeros ya que su madre lo llevaba muy temprano pues debía concurrir a trabajar, y viendo que el auxiliar abrió la puerta y fue a realizar otros deberes, César procedió a trancar la puerta de entrada y desde el 2.º piso miraba como se comenzaban a juntar los alumnos y profesores sin poder ingresar al establecimiento. Posteriormente, cuando se dieron cuenta de que fue César quien había realizado esa travesura, comenzaron a nombrarlo “el que tranca la puerta” y con el tiempo, solo “Tranca”.
Las Humanidades, hoy enseñanza media, las realizó en el Liceo Nocturno Fiscal (Liceo Óscar Castro). Participó activamente del grupo de teatro Telinoc. Sus estudios universitarios los realiza en la Universidad de Chile sede Talca, entre los años 1970 y 1973. A pesar de haber tenido un excelente puntaje en la Prueba de Aptitud Académica,[cita requerida] César decidió estudiar Pedagogía Básica con mención en Ciencias Naturales. Paralelamente, en el año 1971 inició estudios de Leyes en la Universidad de Concepción, asistiendo media semana en Talca y la otra mitad en Concepción, finalmente presionado por su familia, debió tomar la decisión de estudiar sólo una carrera y optó por pedagogía, ya que decía que "con la educación se siembra futuro".
Como tuvo una activa participación política en grupos de izquierda, en 1973 fue expulsado de la Universidad, a pesar de que ya se encontraba con su Seminario de Título terminado.
En el año 1974 contrae matrimonio y emigra a Argentina, regresando a Chile en 1975. De esa unión nace su hijo Claudio a quien dedicó su libro Claudicuentos de Sol y Luna.
Realiza diversas actividades laborales, entre ellas, mueblista, titiritero, mago, etc. además, participa del grupo teatral MachiSegún el Anexo 9 de un operativo realizado el 30 de abril y 1 de mayo en Rancagua, este grupo teatral, en el que participaba también Adolfo Héctor y Claudio Quinteros Tamayo, este grupo servía para reclutar gente para las Juventudes Comunistas de Chile.
Desde 1976 comienza su vida de docente al incorporarse a trabajar en la Escuela N.º 1 anexo Santa Julia. Inició nuevamente sus estudios recibiendo su título de profesor básico en 1984. Anteriormente, en 1981, ya había recibido su título de Contador General en el Instituto Comercial de Rancagua.
A partir del año 1978 comienza formalmente su vida de escritor, folclorista, cultor y defensor de la Poesía Popular. Participando en más de 60 Encuentros de payadores, ya sea de carácter local, regional, nacional e iberoamericano.
En 1985 vuelve a contraer matrimonio, del cual nacen dos hijos, Carlos y Tania.
En 1991 debido a cambio de domicilio, solicita traslado de escuela e inicia su función laboral en la Escuela Hermanos Carrera donde permaneció hasta el día 8 de agosto de 2005.
César Castillo, no solo participó en Encuentros de Payadores donde se observa su gran calidad en cuanto a conocimiento e improvisación, además, publicó cintas fonográficas (casetes), libros, etc. 
Durante toda su vida, César Castillo Bozo se caracterizó por su solidaridad, defensa de los derechos humanos y de los más segregados de la sociedad, su activa participación gremial, la defensa del arte y la cultura, especialmente de la poesía y canto popular, etc.
Luego de un mes de reclusión, producto de una gran depresión debido a acusaciones no resueltas de abuso sexual a mujeres menores de edad, pone fin a su vida el día 8 de septiembre de 2005. Un mes después fue sobreseído de la causa.

## Obra escrita
| Año  | Obra                                                                      |
| 1989 | Libro de poesía popular Comenzaré mis Cantares.                           |
| 1990 | Libro Antología de Poetas Populares de la Sexta región.                   |
| 1991 | Libro Décimas a Neruda.                                                   |
| 1992 | Libro De aquí no se libra nadie.                                          |
| 1994 | Cinta fonográfica El Tranca y los güenos versos.                          |
| 1995 | Cinta fonográfica Payadores en Vivo. En compañía de otros tres payadores. |
| 1996 | Libro El circo y otros Cuentos.                                           |
| 2006 | Libro Cana Hallada, Crónicas Caneras (obras póstumas).                    |

## Premios
| Año  | Premio                                                                      |
| 1981 | Premio Concurso de cuentos, revista La Bicicleta.                           |
| 1982 | Premio Concurso de Cuentos Julio Silva Lazo.                                |
| 1983 | Premio Concurso de Cuentos El Cobre.                                        |
| 1986 | Premio Concurso de Ensayo “450 años de Valparaíso”.                         |
| 1987 | Premio Concurso de Cuentos Colegio de Profesores.                           |
| 1987 | Premio Concurso de Cuentos Javiera Carrera.                                 |
| 1989 | Premio Concurso de Cuentos Corporación Municipal de Rancagua.               |
| 1991 | Premio Concurso Nacional de la Décima. Instituto Interamericano de Cultura. |
| 1993 | Finalista del concurso nacional de Canto a lo Humano.                       |

## Encuentros internacionales
| Año  | Encuentro                                                                                |
| 1997 | Invitado oficial al Encuentro Internacional de Payadores de la Neuquén en Argentina.     |
| 1997 | Invitado oficial al Encuentro Internacional de Decimistas de las Tunas. La Habana. Cuba. |
| 2000 | Invitado a Tandil. Argentina.                                                            |